# Bocquegney
Bocquegney – miejscowość i gmina we Francji, w regionie Grand Est, w departamencie Wogezy.
Według danych na rok 1990 gminę zamieszkiwało 87 osób, a gęstość zaludnienia wynosiła 19 osób/km² (wśród 2335 gmin Lotaryngii Bocquegney plasuje się na 958. miejscu pod względem liczby ludności, natomiast pod względem powierzchni na miejscu 1048.).